# Giustina da Lentini
Santa Giustina da Lentini (Lentini, ... – Lentini, 10 gennaio 262) è stata una nobildonna romana, considerata la cofondatrice del culto cristiano nella città di Lentini insieme alla cugina Tecla.
Venerata come santa dalla Chiesa cattolica nonché dalla Chiesa ortodossa, la sua storia è legata alle vicende dei tre fratelli Alfio, Filadelfo e Cirino, che a Lentini furono martirizzati il 10 maggio del 253.

## Agiografia
Santa Giustina di Lentini era una nobildonna della città di Lentini, educata nella fede cristiana e parente di Santa Tecla. Le due sante provenivano da una ricca famiglia, possedevano case e terreni, e si distinguevano per la loro devozione religiosa. Giustina, tuttavia, soffriva di cecità parziale, mentre Tecla era paralizzata e costretta a letto per anni. Quando i martiri Alfio, Filadelfo e Cirino furono arrestati e imprigionati a Lentini, Tecla e Giustina vennero a conoscenza della loro presenza. Desiderose di incontrarli, le due sante pregarono con i tre fratelli e Sant'Andrea e ricevettero grazie miracolose: Tecla fu guarita dalla sua paralisi e Giustina riacquistò la vista .
In segno di gratitudine, le cugine si dedicarono a sostenere i martiri, portando loro conforto materiale e spirituale fino al loro martirio. Dopo la loro morte, Giustina e Tecla si occuparono della sepoltura dei tre santi nella zona chiamata Strubilino, dove venne successivamente costruita una chiesa dedicata ai martiri. Inoltre, le due cugine fondarono altre chiese, tra cui la Chiesa di Santa Maria La Cava, dedicata alla Madonna come “Madre di Dio”, un titolo attribuito a Maria prima ancora del Concilio di Efeso del 431.
In un contesto di persecuzione cristiana, le due sante non si limitarono alla devozione personale, ma compirono numerose opere di carità, offrendo assistenza ai poveri, agli orfani e a chiunque ne avesse bisogno. Santa Giustina morì il 10 gennaio 262, seguita due anni dopo dalla cugina Tecla. Le due sante vennero sepolte accanto ai martiri, nella  Chiesa di Sant’Alfio. Il loro culto fu ufficialmente approvato nel 1610 da Papa Paolo V, sancendo la loro importanza nella tradizione religiosa locale .